# Río Grande de Tarija
Río Grande de Tarija är ett vattendrag  i Argentina, på gränsen till Bolivia. Det ligger i den norra delen av landet, 1 400 km norr om huvudstaden Buenos Aires och mynnar ut i Bermejofloden. 
Omgivningen kring Río Grande de Tarija är en mosaik av jordbruksmark och naturlig växtlighet och området är glesbefolkat, med 11 invånare per kvadratkilometer.